# Морська дамба

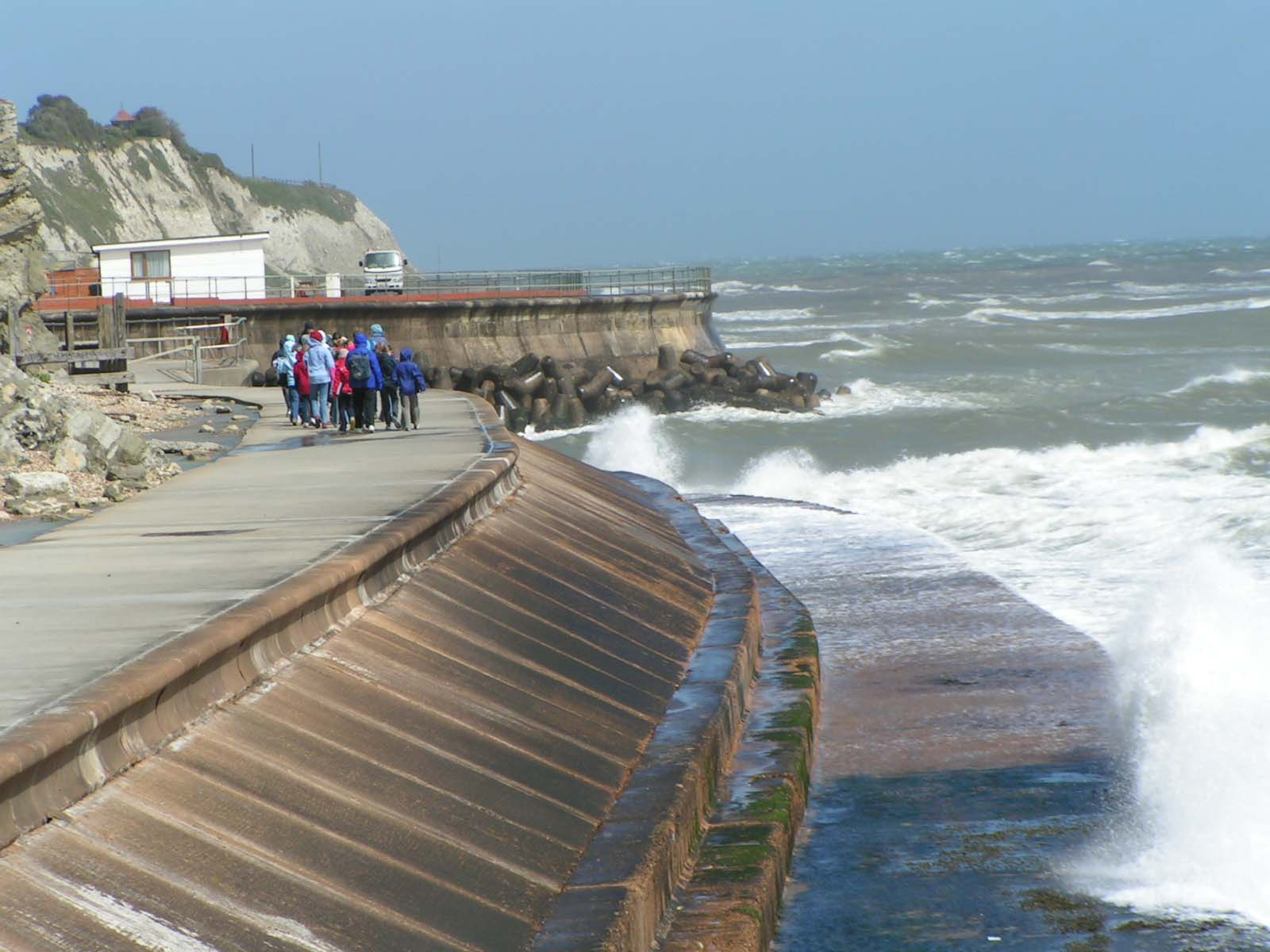
Морська дамба в місті Вентнор на острові Вайт, Велика Британія.

Морська дамба (протихвильова дамба, протинагонна дамба) — вид захисних споруд узбережжя великих водойм від процесів, які тим чи іншим чином спричиняють руйнівний вплив на прибережні території. До процесів, від яких забезпечується захист, належать такі згінно-нагінні явища як цунамі, сейші, припливи і штормові припливи, штормовий хвильовий вплив, ерозія берегової лінії через прибережні морські течії і сезонні зміни рівня води в замкнутих водоймах. Через те, що протинагонні дамби є постійними спорудами, вони впливають на динамічну природу узбережжя й ускладнюють обмін осадовими породами суходолу і водойми.
Місця зведення морських дамб зазвичай мають низько розташований рівнинний рельєф і значні площі періодично затоплюваних ділянок узбережжя (див., наприклад, Польдер). Протихвильові дамби зводять для захисту узбережжя від штормового хвильового впливу, одним з різновидом таких дамб є хвилеріз.

## Конструкція

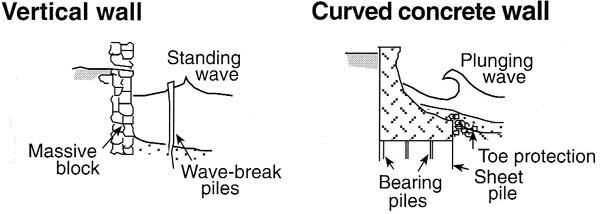
Вертикальна і викривлена дамби.

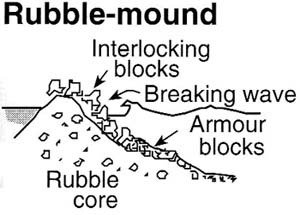
Кам'яно-насипна дамба.

Призначення морських дамб є відбивання енергії хвиль назад у водойму і недопущення поширення води вглиб берегової зони за тимчасової зміни рівня водойми. Оскільки вода, атмосфера та інші природні процеси постійно впливають на подібні споруди, вони, як правило, вимагають періодичних робіт з підтримки цілісності. Конструкцію сучасних морських дамб вибирають, виходячи з тих фізичних природних явищ (ерозійних процесів), яким вони мають протистояти, з особливостей місцевого клімату, значущості ландшафту і навколишнього середовища. З конструкційних матеріалів часто вибирають залізобетон, камінь, сталь, габіон, додатково можуть використовуватися вініл, деревина, алюміній, фібергласові композити, мішки з піском і звичайний ґрунт. Розрізняють вертикальні, ступінчасті та насипні дамби:
- Вертикальні дамби — відбивають енергію хвиль і за штормових умов призводять до утворення стоячих хвиль, вертикальність поверхні, яка сприймає зовнішній тиск, може стати причиною руйнування дамб цього виду;[9]
- Ступінчасті дамби — поступово руйнують хвилю в міру її поширення викривленою поверхнею. Кривина дамби в цьому випадку підвищує ефективність поглинання енергії хвилі та забезпечує додатковий захист основи конструкції;
- Насипні дамби — використовуються для ситуацій з меншою енергією хвиль і ерозійного впливу, в деяких випадках не забезпечують гідроізоляції й дозволяють прохід води після руйнування хвилі[10].

## Історія

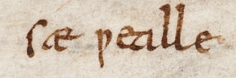
Згадка «морської стіни» в «Беовульфі»

Стародавній англосаксонський манускрипт — «Беовульф» містить згадку про місце «поблизу морської стіни» (sæ wealle neah) що належить до періоду X століття і раніше (ці споруди в англомовних країнах досі називають «sea wall»). Однак, дослідники досі не зійшлися на думці про те, чи йдеться про капітальну споруду (на що вказує фраза «поблизу», «біля»), чи це фігура мови.
Першим задокументованим створенням морської дамби було будівництво 1623 року після великої повені на острові Канвей (Велика Британія) в гирлі Темзи.

### Пудучеррі (26.12.2004)
1735 року для захисту від ерозії гавані міста Пудучеррі у Французькій Індії зведено кам'яно-насипну дамбу довжиною 2 км і висотою 9 м над рівнем моря. У грудні 2004 року, після землетрусу, що спричинив цунамі, центральну частину міста не зачепило підняття води, яке в цій місцевості сягало 8 м.

### Японія (11.03.2011)
Загальна довжина берегової лінії Японії становить 35 тис. км, 40 % якої оточена залізобетонними морськими дамбами проти штормових хвиль, нагонів води та цунамі. Після землетрусу в березні 2011 року і подальшого цунамі, більшість із цих захисних споруд поблизу епіцентру подолали хвилі, зокрема через опускання деяких ділянок узбережжя після поштовхів. Розташування частини захисних споруд у межах замкнутих бухт знижувало їхню ефективність, через фокусування хвиль, що приходять, тобто через підвищення рівня нагону в цих місцях відносно інших ділянок узбережжя. В цьому випадку також проявлявся шкідливий стримувальний ефект цих споруд під час відтікання води, що надійшла раніше, після завершення її нагону.
Наприклад, у місті Камаїсі з гаванню, глибиною 69 м і шириною 2 км, в середині 2000-х побудовано захисну дамбу вартістю 1,5 млрд доларів, яку в Книзі рекордів Гіннесса відзначено як найглибшу хвилерізну дамбу у світі. Цунамі висотою 18 м подолала основну споруду, викликавши перелив через кромку дамби. Додатково, удар хвилі призвів до часткового руйнування дамби, що відкрило доступ для надходження до внутрішньої акваторії великих обсягів води, забезпечило зростання рівня води в гавані, достатньо швидке для подолання внутрішніх захисних портових споруд, і, врешті-решт, стало причиною затоплення нижніх районів міста.

## Галерея

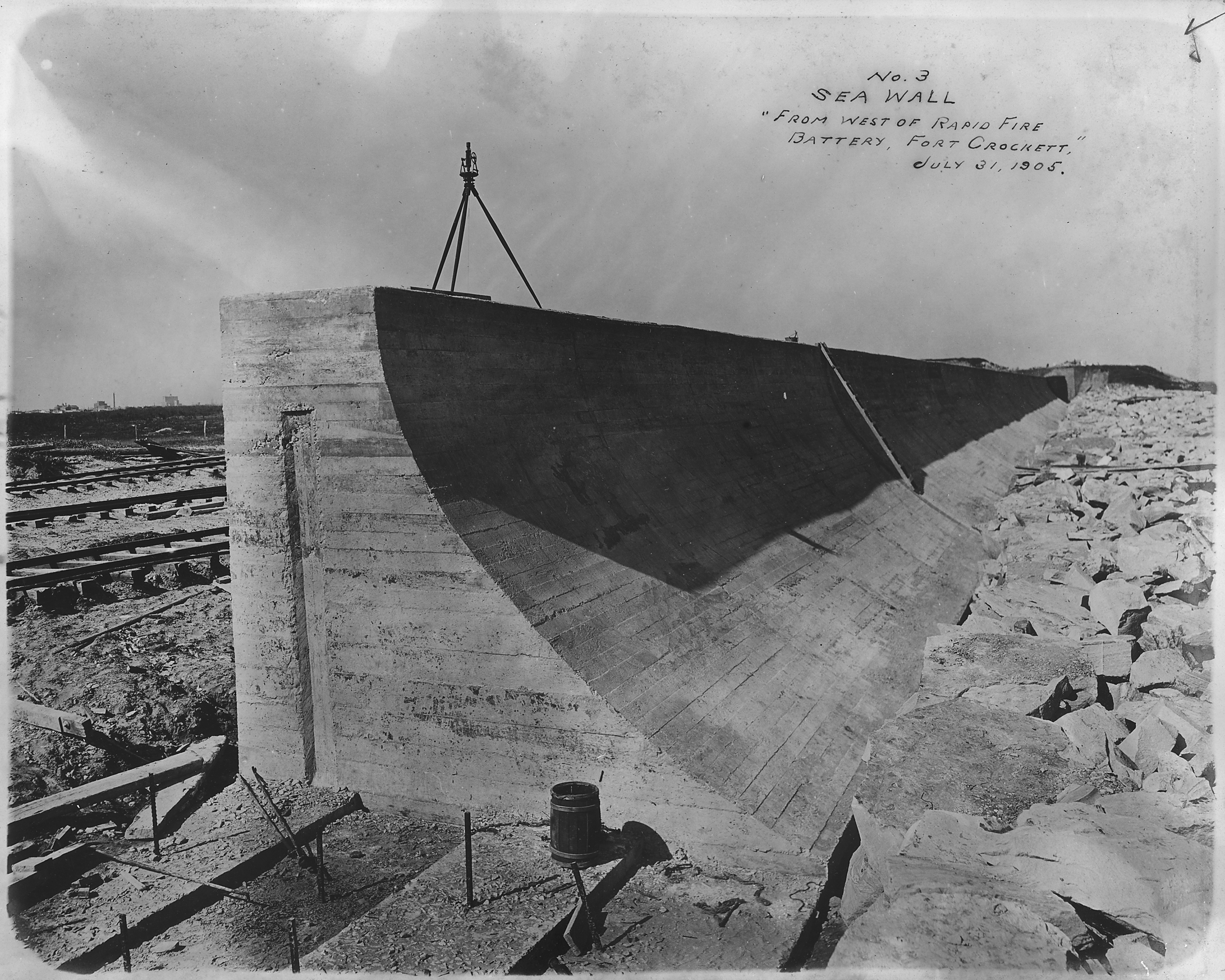
Будівництво морської дамби в Галвестоні, Техас, США, 1905 рік
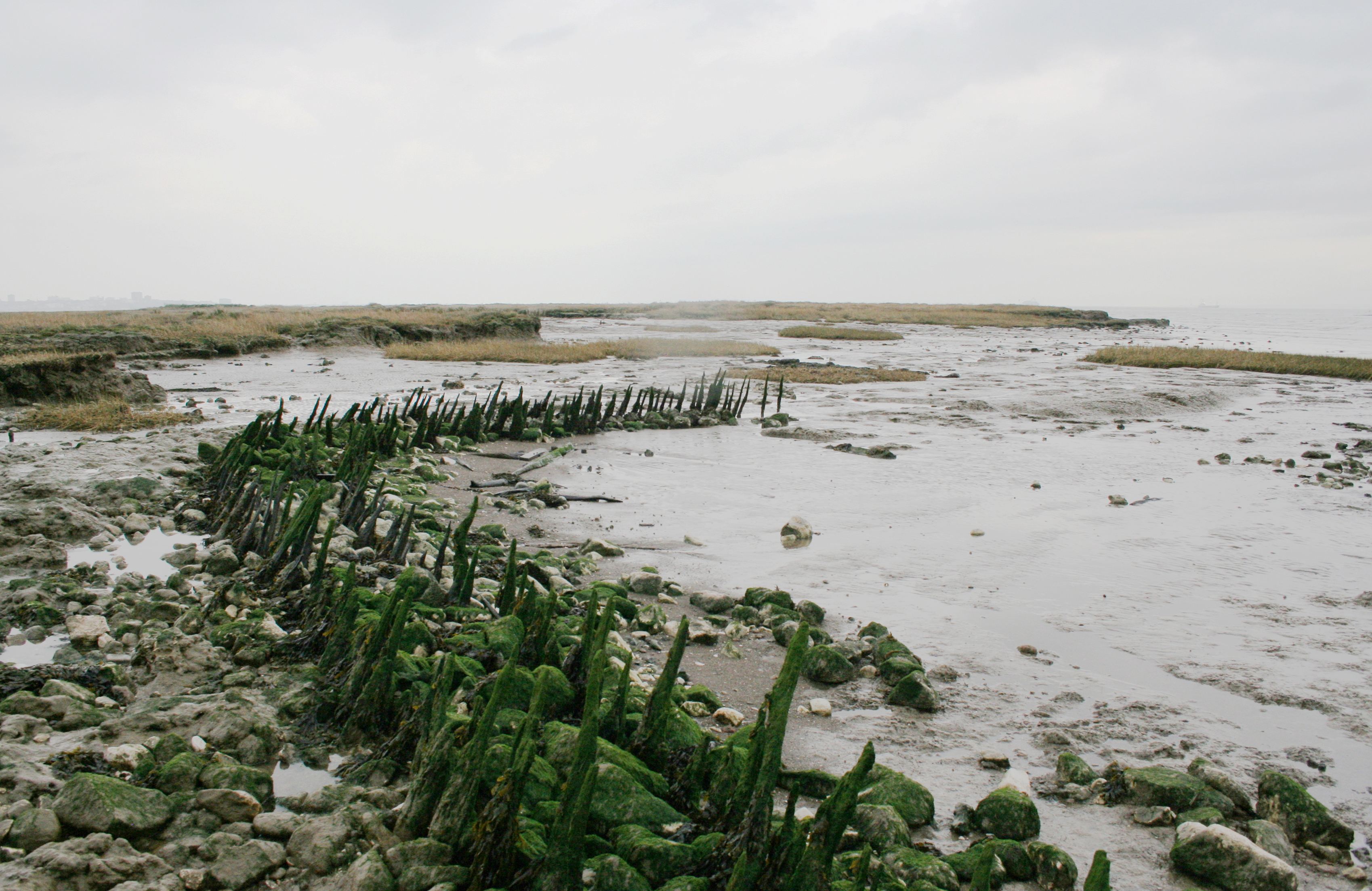
Залишки першої морської дамби на острові Канвей у гирлі Темзи (Велика Британія), побудованої 1622 року
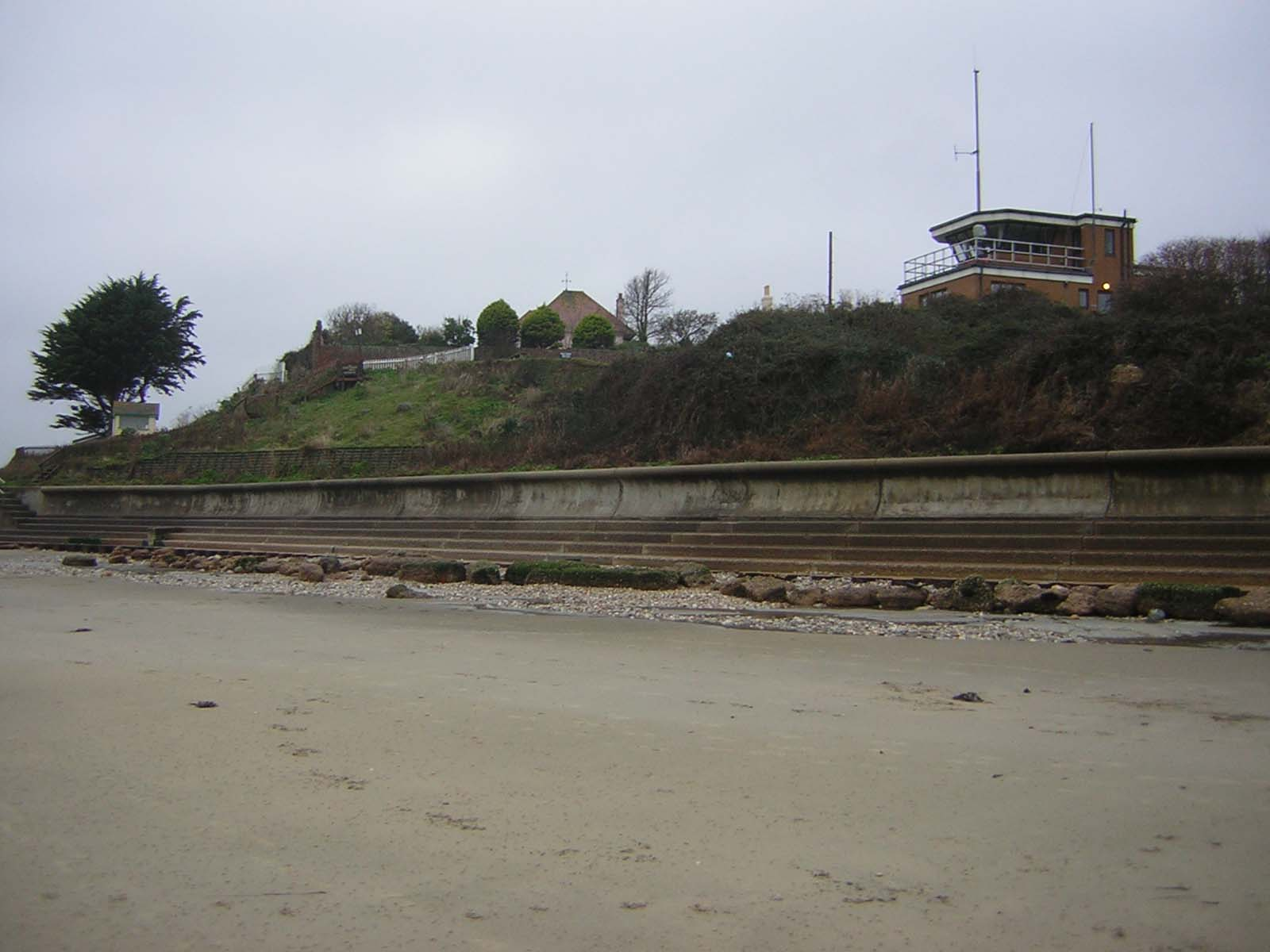
Морська дамба в Бембридж[en], Велика Британія
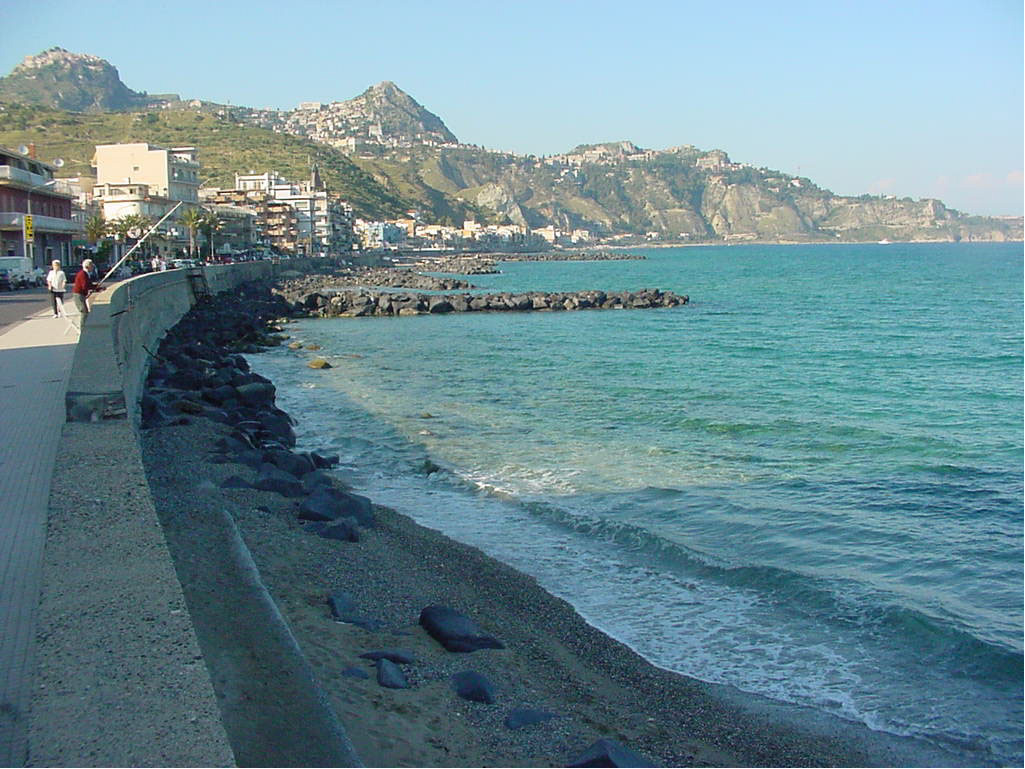
Морська дамба в Сицилії.
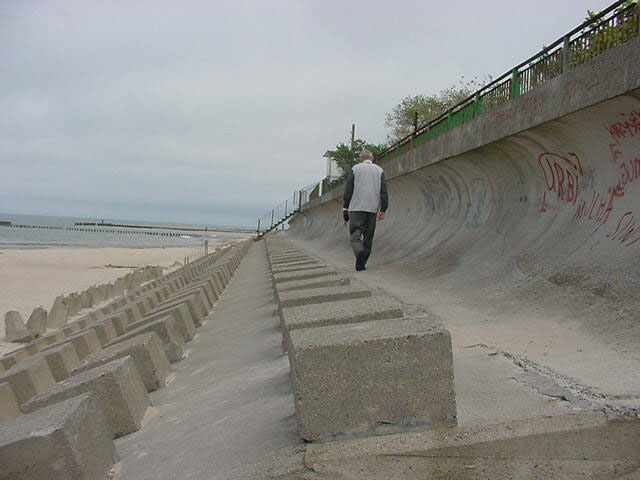
Морська дамба в Польщі.
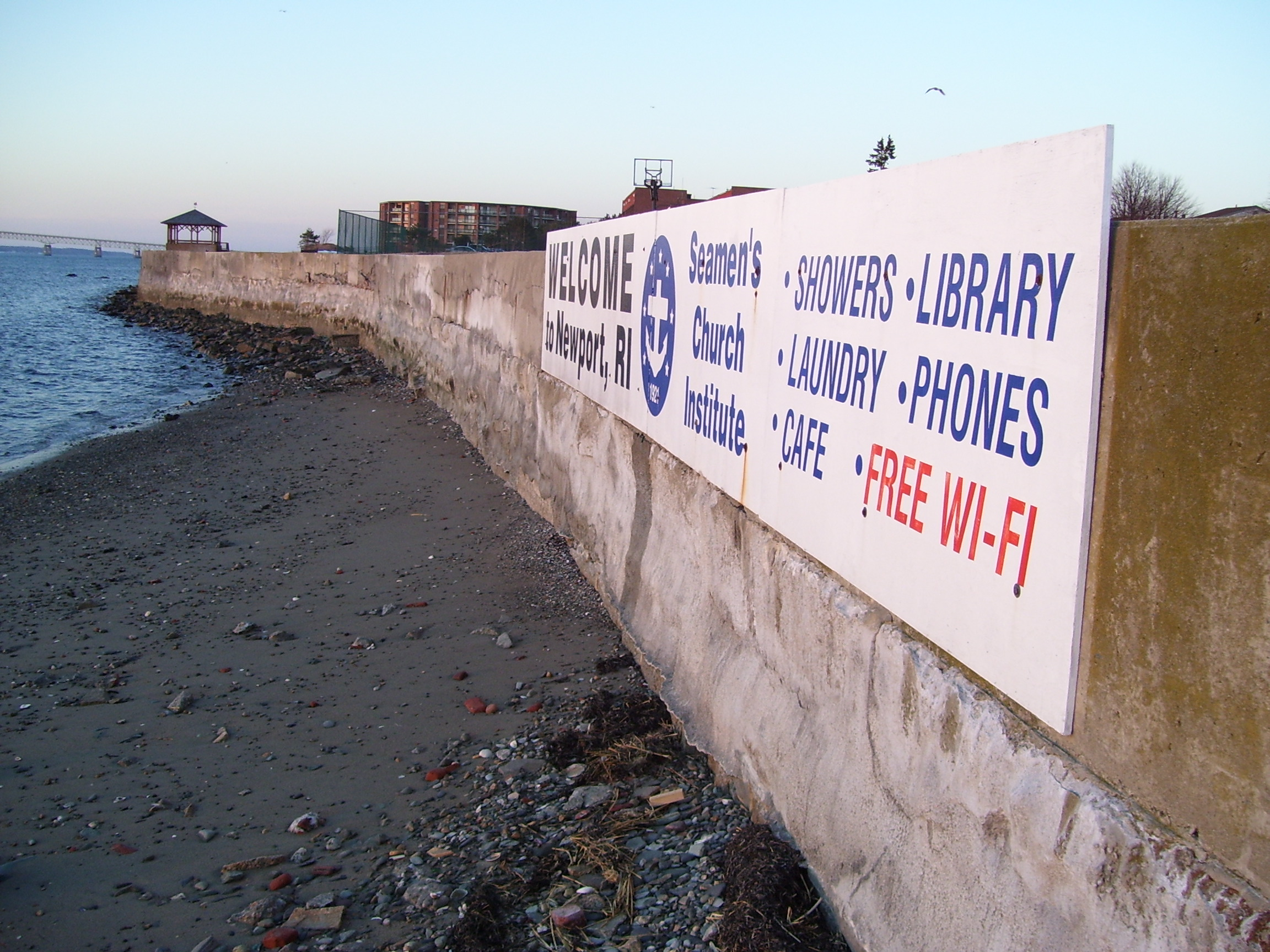
Морська дамба на Ґоут-Айленд[en], Род Айленд, США

## Комп'ютерне моделювання
Під час чисельного моделювання фільтраційний рух рідини через порожнини матеріалу дамб оцінюється не за допомогою класичних рівнянь для пористої структури, а інтегруванням рівнянь RANS у рамках вибраної моделі турбулентності.
Приклад результатів чисельного моделювання — MEDUS 2009

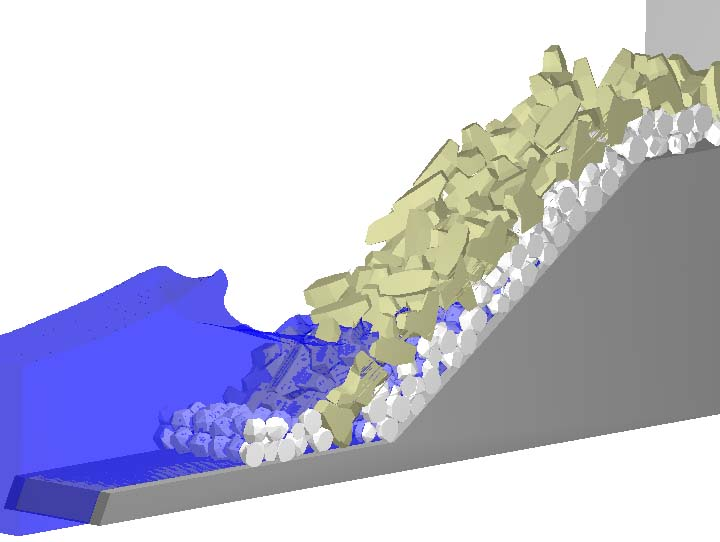
...
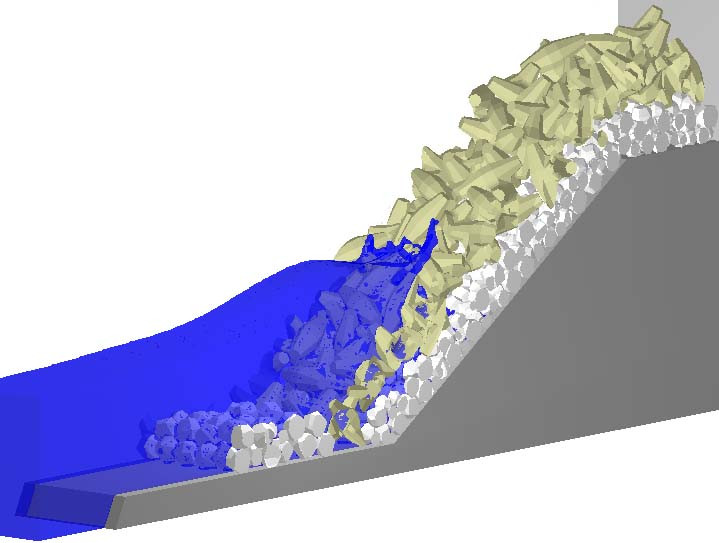
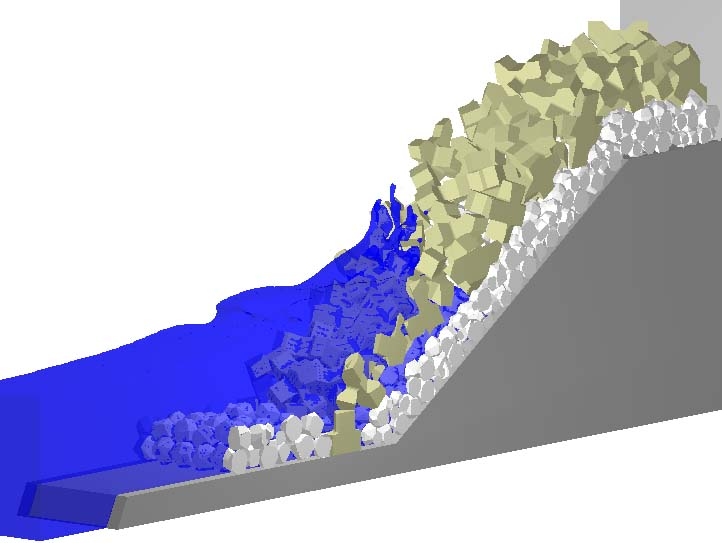

## Примітка
1. ↑  (англ.) Kamphuis, W J. (2010) Introduction to Coastal Engineering and Management. World Scientific Publishing Co Ltd. Singapore.
2. ↑  (англ.) Shipman, B & Stojanovic, T. (2007) «Facts, Fictions, and Failures of Integrated Coastal Zone Management» in Europe Coastal Management. Vol. 35, Issue 2, p375 — 398 .
3. ↑  (англ.) Allan, J C, Kirk, R M, Hemmingsen, M & Hart, D. (1999) Coastal Processes in Southern Pegasus Bay: A Review — A Report to Woodward-Clyde New Zealand Ltd. and the Christchurch City Council. Land and Water Studies Ltd. Christchurch.
4. ↑  (англ.) Fletcher C H, Mullane R A & Richmond B M. (1997) «Beach loss along armored shorelines on Oahu, Hawaiian Islands» in Journal of Coastal Research. Vol. 13, No 3. P 209—215
5. ↑  (англ.) Kajendra, R. (2011)
6. ↑  (англ.) Kraus, N & McDougal. (1996) «The Effects of Seawalls on the Beach: Part I: An Updated Literature Review» in Journal of Coastal Research. Vol. 12, No. 3.
7. ↑  (англ.) Clarke, J R. 1994. Integrated Management of Coastal Zones. Fao Corporate Document Repository, USA
8. ↑  (англ.) Masselink, G & Hughes, M J. (2003) Introduction to Coastal Processes and Geomorphology. Oxford University Press. New York. Ch 11.
9. ↑  Видео «Гигантская дамба была разрушена цунами в Камаиси» [Архівовано 15 січня 2021 у Wayback Machine.], YouTube
10. ↑  Milligan, J & O'riordan, T. (2007) «Governance for Sustainable Coastal Futures» in Coastal Management. Vol. 35, Issue 4, p 499—509.
11. ↑  Tripp, Raymond Paul. Literary essays on language and meaning in the poem called Beowulf [Архівовано 9 жовтня 2021 у Wayback Machine.]. — Lewiston, N.Y.: The Edwin Mellen Press, 1992. — P. 123, 130—131 — 300 p. — ISBN 0-7734-9162-7.
12. ↑  Council of Europe. (1999) European code of conduct for coastal zones, Council of Europe, Strasbourg.
13. ↑  (англ.) N.W.H. Allsop. (2002). Breakwaters, coastal structures and coastlines.Thomas Telford. ISBN 0727730428.
14. ↑  Chang, Kenneth (13 березня 2011). Quake Moves Japan Closer to U.S. and Alters Earth’s Spin. New York Times. Архів оригіналу за 17 березня 2011. Процитовано 14 березня 2011.
15. 1 2  (англ.) Seawalls are no Match for Japan Tsunami [Архівовано 2012-03-08 у Wayback Machine.], Msubi, 2011
16. ↑  (англ.) De Centre d'études maritimes et fluviales. (2007). Rock Manual. The use of rock in hydraulic engineering. Ciria. ISBN 0860176835.